# Bomaanslag op Plaza Miranda op 21 augustus 1971
De bomaanslag op Plaza Miranda was een aanslag tijdens een campagnebijeenkomst van de Liberal Party op 21 augustus 1971 op Plaza Miranda in de Filipijnse hoofdstad Manilla. Bij de aanslag kwamen 9 mensen om het leven en vielen ruim 100 gewonden. Onder de gewonden waren ook enkele prominente politici van de Liberal Party. Het is nooit vast komen te staan wie verantwoordelijk was voor de aanslag. President Ferdinand Marcos stelde de communisten verantwoordelijk en de oppositiepartijen beschuldigden op hun beurt Marcos van betrokkenheid bij de aanslag.

## De aanslag
De campagnebijeenkomst van de Liberal Party op 21 augustus 1971 vond plaats in de aanloop naar de verkiezingen die eind 1971 gepland stonden. Het was een roerige periode met diverse geweldincidenten. De betreffende avond zou de partij haar kandidaten voor de senaat en het burgemeesterschap van Manilla presenteren en een menigte van zo’n 4000 mensen had zich verzameld voor het podium om de toespraken aan te horen. Op dat moment werden er twee handgranaten kort na elkaar richting het podium geworpen. Bij de explosies die volgden kwamen negen mensen om het leven, waaronder Ben Roxas, een fotograaf van de krant Manilla Times en raakten ruim 100 mensen gewond. Bijna alle prominente sprekers van de Liberal Party zaten op de eerste rij waar de granaten ontploften. Meerdere politici raakten ernstig gewond, waaronder senator Jovito Salonga, partijvoorzitter Gerardo Roxas en voormalig presidentskandidaat Sergio Osmeña jr., de zoon van voormalig president Sergio Osmeña. Een van de meeste prominente senatoren van de oppositie, Benigno Aquino jr. was verlaat door een trouwerij, en raakte niet gewond.

## De schuldvraag
Omdat niemand de verantwoordelijkheid van de aanslag opeiste, werd er in de nasleep veel gespeculeerd over opdrachtgevers ervan. Marcos die de aanslag een “nationale tragedie” noemde beschuldigde de communisten van betrokkenheid. De liberalen ondertussen dachten dat president Marcos achter de aanslag zat. Later veranderden enkele prominenten uit die partij, zoals Jovito Salonga, van mening en beschuldigden ook zij de communisten. Een verklaring van voormalig New People's Army-commandant Victor Corpus, die zei dat Jose Maria Sison, de voorman van de CCP opdracht had gegeven voor de aanslag, ondersteunde deze vermoedens. Sison heeft echter altijd alle betrokkenheid bij de aanslag ontkend. Ook de CCP heeft nooit een officiële schuldbekentenis afgelegd.

## Na de aanslag
Marcos greep de aanslag aan om de habeas corpus-wet op te schorten. Voortaan kon iedereen worden opgepakt zonder dat er enige verdenking tegen die persoon was gerezen. De verkiezingen werden voor de Liberal Party een groot succes. Zes van de acht senaatszetels werden door hen veroverd. Er werd naar aanleiding van de uitslag met veel optimisme vooruitgekeken naar de presidentsverkiezingen van 1973, wanneer Marcos’ tweede en laatste termijn zou aflopen. Op de Constitionele Conventie werd bovendien in die periode een resolutie in stemming gebracht waarin werd bepaald dat Marcos noch een van zijn directe familieleden het land zou mogen leiden, ongeacht of zou worden gekozen om de Filipijnen om te vormen tot een parlementaire democratie. Een maand later zou de president echter de staat van beleg aankondigen en werden de verkiezingen opgeschort. Marcos zou uiteindelijk nog tot 1986 aanblijven als president tot een volksopstand hem dwong zijn paleis te ontvluchten.

## Herdenking
Op 21 augustus 2002, werd ter nagedachtenis aan de aanslag op Plaza Miranda een herdenkingsmonument onthult door president Gloria Macapagal-Arroyo .